# Kiadatlan Prince-projektek
Prince többek között arról volt ismert a zeneiparban, hogy nagyon sok munkáját nem adta ki. A páncéltermében egyes adatok szerint sok album és több, mint 50 videóklipje van, amelyet soha nem adott ki. A következő lista kronológiai sorrendben van és a legismertebb kiadatlan projektjeit tartalmazza az zenésznek. Több megjelent később és bootleg formában megtalálhatóak.

## The Rebels
Mielőtt megalapította a The Time-ot, az együttest The Rebels néven szerette volna mellékprojektként használni. Az 1979-es projektben a zenész mellett az együttes tagjai is írtak és énekeltek dalokat. Prince R&B helyett rock irányba akart elmenni az együttessel, például az I’m Yours és a Bambi dalokkal. Két dal került végül csak napvilágra. Az If I Love U 2 Nightot Mica Paris adta ki és a U-t (eredeti címén: You) Paula Abdul.1979. július 10. és 21. között kilenc dalt vettek fel a Mountain Ears Sound Studio-ban (Boulder, CO, USA):
- Too Long
- Disco Away
- Thrill You or Kill You
- You
- If I Love You Tonight
- The Loser
- Hard to Get
- Untitled instrumental (Dez Dickerson)
- Untitled instrumental (André Cymone)

## The Second Coming
A The Second Coming egy dokumentumfilmnek volt tervezve, amelyet Prince Controversy Tourján vettek fel és Chuck Statler rendezte. A projektet valószínűleg Prince egyéb projektjei, mint a The Time és a Vanity 6 miatt hagyták el. A filmet 1982. március 7-én vették fel Bloomingtonban (Minnesota).
1982. március 7-i számlista a Met Center-i koncertről (Bloomington, MN, USA)
1. Intro: The Second Coming
2. Uptown
3. Why You Wanna Treat Me So Bad?
4. When You Were Mine
5. I Wanna Be Your Lover
6. Head
7. Annie Christian
8. Dirty Mind
9. Do Me, Baby
10. Controversy
11. Let’s Work
12. Jack U Off
13. Private Joy

## Apollonia 6 film
Az Apollonia 6 album alapján készítettek el egy rövid filmet. Brian Thomson rendezte, kinek korábbi munkái közé tartozik a Rocky Horror Picture Show és a Jézus Krisztus szupersztár is. Forgatókönyvét Keith Williams írta. A szereposztás része volt Ricky Nelson, Edy Williams és Buck Henry. Egy Los angelesi filmstúdióban vették fel 1985-ben és a produceri munkát a Limelight végezte rajta, de ennél a fázisnál tovább nem jutottak a munkálatok. A dalok, amelyek szerepeltek a filmen a Happy Birthday, Mr. Christian, a Sex Shooter, a Blue Limousine és az Ooo She She Wa Wa. A film az 1960-as években játszódik, az 1980-as évek színvilágával.

## The Flesh
A The Flesh egy élőben felvett projekt volt 1985 végén. A Parade album munkálatai miatt Prince elhagyta a projektet, de a Junk Music dal hangszeres részei bekerültek A telihold alatt című filmbe. A U Got 2 Shake Something megtalálható az interneten.
A The Flesh a Madhouse projekt előfutára volt. Minden szám jazz-funk stílusú. 1985 karácsonya után volt felvéve az album három részletben a Sunset Soundban.
Az első alkalom 1985. december 28-án volt, mikor Prince, Eric Leeds, Sheila E. és Levi Seacer Jr. nyolc dalt vett fel:
- Slaughterhouse
- U Just Can’t Stop
- Run Amok
- Mobile
- Madrid
- Breathless
- High Calonic
- 12 Keys

Két nappal később a következő két dalt vették fel:
- U Gotta Shake Something
- Voodoo Who
- Finest Whiskey

Végül január 5-én az album hátralevő részét:
- Groove In C Minor
- Slow Groove In G Major
- Groove In G Flat Minor
- Junk Music
- Up From Below
- Y’all Want Some More

Az albumot Prince Junk Music címmel készítette el:
Első oldal
- Junk Music

Második oldal
- Up From Below
- Y’all Want Some More
- A Couple Of Miles

A Junk Music eredetileg 45 perc hosszú volt, de 20 percre lett vágva. Az A Couple of Milest Prince december 26-án vett fel (a Can I Play With U-val együtt) és Eric Leeds december 30-án adott hozzá szaxofont. Prince egyéb projektekkel (A telihold alatt, Parade, The Family) foglalkozott az ebben időben, ezért a projektből nem lett semmi. 1987-ben végül kiadott egy hangszeres jazz-funk albumot Madhouse címen, amelyen a The Flesh dalai nem szerepeltek.

## Prince and the Revolution:Dream Factory
A Dream Factory először egy-, majd duplalemezes projekt lett, amelyet 1986-tól vettek fel a The Revolutionnel. Az együttes nagy része részt vett a dalok elkészítésében, amely végül vagy teljes együttes, Prince-szóló vagy Prince által néhány taggal felvett dalokban végződött. Kiemelt szerepet játszott Wendy Melvoin és Lisa Coleman az albumon. A dalok egy része később megjelent volna a Crystal Ball triplaalbum (lásd alább) részeként.
Konfiguráció 1986 áprilisából
Első oldal
1. Visions
2. Dream Factory
3. It’s A Wonderful Day
4. The Ballad of Dorothy Parker
5. Big Tall Wall
6. And That Says What?

Második oldal
1. Strange Relationship (a kiadottól eltérő verzió)
2. Teacher, Teacher
3. Starfish and Coffee (nincs bevezetője)
4. A Place In Heaven
5. Sexual Suicide (a kiadottól eltérő verzió)

Konfiguráció 1986. június 3-ról
Első oldal
1. Visions
2. Dream Factory
3. It’s A Wonderful Day
4. The Ballad of Dorothy Parker
5. It

Második oldal
1. Strange Relationship (a kiadottól eltérő verzió)
2. Teacher, Teacher
3. Starfish and Coffee (nincs bevezetője)
4. Interlude – Wendy
5. In A Large Room With No Light
6. Nevaeh Ni Ecalp A
7. Sexual Suicide

Harmadik oldal
1. Crystal Ball
2. Power Fantastic

Negyedik oldal
1. Last Heart
2. Witness 4 The Prosecution
3. Movie Star
4. A Place In Heaven
5. All My Dreams

Konfiguráció 1986. július 20-ról
Első oldal
1. Visions
2. Dream Factory/Nevaeh Ni Ecalp A
3. Train (a kiadottól eltérő verzió)
4. The Ballad of Dorothy Parker
5. It

Második oldal
1. Strange Relationship (a kiadottól eltérő verzió)
2. Slow Love
3. Starfish and Coffee (nincs bevezetője)
4. Interlude – Wendy
5. I Could Never Take the Place of Your Man (a kiadottól eltérő verzió)

Harmadik oldal
1. Sign o’ the Times (a Sign o’ the Times kislemezen kiadott verzió)
2. Crystal Ball
3. A Place In Heaven (Lisa Coleman énekesként)

Negyedik oldal
1. Last Heart
2. Witness 4 The Prosecution
3. Movie Star
4. The Cross
5. All My Dreams

Az 1986 júliusi konfigurációról található bootleg CD, amelynek borítóját Susannah Melvoin rajzolta.

## Camille
A Camille felvételeire 1986-ban került sor. Az albumon nyolc dal szerepelt volna, amelyeket a zenész magas, feminin hangon vett fel. Az albumot Camille név alatt adta volna ki, nem Prince-albumként. Pár héttel a kiadás előtt lett lemondva az album és a dalok nagy része átkerült a Crystal Ball (lásd alább) albumra, amely végül a Sign o’ the Times lett. A dalok nagy része megjelent hivatalos formában, a Rebirth of the Flesh kivételével.
Első oldal
- Rebirth of the Flesh: 1986. október 28-án vette fel Prince, egy napon a Rockhard in a Funky Place-szel. Mikor a Camille albumot félretették, a dal nem kapott helyet a kiadatlan Crystal Ballon. 2001 szeptemberében megjelent egy próbafelvétel az 1988-as Lovesexy turnéról az NPG Music Clubon, ezzel az összes Camille-dal megjelent valamilyen formában.
- Housequake: remixelve a Sign “☮” the Timesra.
  - Prince – összes ének (Camille néven) és hangszerek
  - Eric Leeds – szaxofon
  - Atlanta Bliss – trombita
  - Gilbert Davison – háttérzaj
  - Coke Johnson – háttérzaj
  - Todd Herreman (Todd H. néven) – háttérzaj
  - Susan Rogers – háttérzaj
  - Mike Soltys (Mike S. néven) – háttérzaj
  - Brad Marsh (Brad M. néven) – háttérzaj
  - The Penguin (plüssfigura, nem egy személy) – háttérzaj
- Strange Relationship: a Sign “☮” the Times részeként jelent meg
  - Prince – összes ének (Camille néven) és hangszerek
  - Wendy Melvoin – tamburin, konga
  - Lisa Coleman – szitár, fa fuvola
- Feel U Up: 1981 novemberében vették fel. 1986. október 26-án újra felvették a dalt és a dalszövegek nagyon hasonlóak. 1989-ben a Partyman B-oldalaként jelent meg.

Második oldal
- Shockadelica: Eredetileg válaszként írta Prince, Jesse Johnson Shockadelica (1986) albumára, mert a zenész úgy érezte azon az albumon nem volt egy olyan dal, amely megfelelt volna az album címének. Az If I Was Your Girlfriend B-oldalaként jelent meg.
  - Prince – összes ének (Camille néven) és hangszerek
  - Jill Jones – háttérének
- If I Was Your Girlfriend: a Sign “☮” the Timeson jelent meg
- Rockhard in a Funky Place: a The Black Albumon (1987) jelent meg 1994-ben.
  - Prince – összes ének (Camille néven) és hangszerek
  - Eric Leeds – szaxofon
  - Atlanta Bliss – trombita
  - Susannah Melvoin – háttérének

A Scarlet Pussy az 1988-as I Wish U Heaven kislemez B-oldalaként jelent meg, Camille néven. A dal helyet kapott volna Sheila E. negyedik stúdióalbumán, de ez végül nem jelent meg. A U Got the Look szerepelt a Sign “☮” the Timeson és megjelent kislemezként is. A videóklipje szerepelt a Sign “☮” the Times filmen.
Az 1988-as Lovesexy turnén Prince újraélesztette a Camille karaktert és a The Black Album készítőjeként is őt nevezte meg.

## Crystal Ball
A Crystal Ball egy triplalemez volt, amely 1986-ban jelent volna meg. A felvételek 1985-86-ban történtek. Több Dream Factory dal is szerepelt az albumon, szólóalbumként volt marketingelve. A Warner Bros.-nak nem tetszett a triplalemez, ezért Prince a duplalemezes Sign “☮” the Timest adta ki helyette, amelyet sokan a legjobb albumának tekintenek. Az album felvétele után Wendy & Lisa elhagyta a The Revolutiont.
Végső konfiguráció
Első oldal
1. Rebirth of the Flesh
2. Play in the Sunshine
3. Housequake
4. The Ballad of Dorothy Parker

Második oldal
1. It
2. Starfish and Coffee
3. Slow Love
4. Hot Thing

Harmadik oldal
1. Crystal Ball
2. If I Was Your Girlfriend
3. Rockhard in a Funky Place

Negyedik oldal
1. The Ball (Eye No címen a Lovesexy-n)
2. Joy in Repetition (Graffiti Bridge)
3. Strange Relationship
4. I Could Never Take the Place of Your Man

Ötödik oldal
1. Shockadelica
2. Good Love
3. Forever In My Life
4. Sign O’ the Times

Hatodik oldal
1. The Cross
2. It’s Gonna Be a Beautiful Night
3. Adore (Until the End of Time)

## Madhouse:24
Prince 1988. július-december között dolgozott a harmadik Madhouse albumon, amelyet 1989 elején tervezett kiadni. Az album soha nem lett befejezve. Eric Leeds 1991-es Times Squared albumán megjelent néhány dal, átnevezve. 1993-ban a The New Power Generation és Eric Leeds felvette a 24 egy új verzióját. Az albumról csak a 17 jelent meg a 1-800-NEW-FUNK válogatásalbumon. Néhány dal helyet kapott a The Versace Experience kazettán.
Számlista

### 1989-es konfiguráció
1. 17 (Penetration)
2. 18 (R U Legal Yet?)
3. 19 (Jailbait)
4. 20 (A Girl and Her Puppy)
5. 21–24 (The Dopamine Rush Suite) (feldolgozza: 21 (The Dopamine Rush), 22 (Amsterdam), 23 (Spanish Eros) és 24 (Orgasm))

### 1994-es konfiguráció
1994-es konfiguráció
1. 17
2. Rootie Kazootie
3. Space
4. Guitar Segue
5. Asswoop
6. Ethereal Segue
7. Parlor Games
8. Michael Segue
9. (Got 2) Give It Up
10. Sonny Segue

1995-ös konfiguráció
1. 17
2. Rootie Kazootie
3. Space
4. Guitar Segue
5. Asswoop
6. Ethereal Segue
7. Parlor Games
8. Michael Segue
9. Overture #5
10. Overture #6
11. 18 & Over
12. (Got 2) Give It Up (edit)
13. Sonny Segue

## Sheila E.: Névtelen 1989-es album
1987 eleje és 1988 vége között vett fel Sheila E. egy albumot, amelyet akkor hagyott el, mikor eltávozott a Paisley Park Records előadói közül 1989-ben. Az egyetlen dal, ami megjelent az albumról a Scarlet Pussy volt, amelyet az I Wish U Heaven B-oldalaként adtak ki. Az albumon szerepelt Donny Hathaway The Ghettojának feldolgozása. 1993 szeptemberében a Latino Barbie Doll Mayte első albumára volt helyezve, amelyen végül nem szerepelt. A 3 Nigs Watchin’ a Kung Fu Movie helyet kapott volna a Crystal Ball Volume II projekten, amely végül nem jelent meg.
Számlista
Első oldal
- 3 Nigs Watchin’ a Kung Fu Movie
- It’s a Hard Life (Prince nélkül)
- Chicken Legs (Prince nélkül)
- Knucklehead
- Latino Barbie Doll

Második oldal
- Soul Company
- Day After Day (Prince nélkül)
- Girl Power
- The Ghetto
- Scarlet Pussy

## The Time:Corporate World
A The Time kiadatlan albumát 1989 nyarán vették fel és novemberben tervezték kiadni. Mint a korábbi The Time dalok, ezen albumon is erős befolyása volt Prince-nek, mint dalszerző és zenész. Morris Day volt az együttes egyetlen tagja, aki szerepet kapott a Corporate World-ön. A Nine Lives lett volna az album első kislemeze, de a Warner Bros. visszavonta az album kiadását, mert úgy érezték az együttes tagjai nem szerepeltek eleget rajta. Miután Prince találkozott az együttes tagjaival, Jesse Johnson, Monte Moir, Terry Lewis és Jimmy Jam elkezdett Prince befolyása nélkül dolgozni a projekten. Ebből lett a The Time negyedik stúdióalbuma, a Pandemonium. Három dalt tartottak meg a Corporate Worldről: a Donald Trump (Black Version)-t, a Data Banket és a My Summertime Thanget. Másik négy dal helyet kapott Prince Graffiti Bridge albumán: a Love Machine, a Shake!, a The Latest Fashion és a Release It. A Murph Drag része volt a 2001-es NPG Ahdio Show Vol. 3-nek.
Számlista
1. Murph Drag
2. Nine Lives
3. Donald Trump (Black Version)
4. Love Machine
5. Data Bank
6. Shake!
7. Corporate World
8. The Latest Fashion
9. Release It
10. My Summertime Thang
11. Rollerskate

## Rave unto the Joy Fantastic
Az eredeti Rave unto the Joy Fantastic album akkor lett félretéve, mikor Prince a Batman albumon dolgozott. Az albumon szerepelt néhány dal, amely a Graffiti Bridge-en is és house stílusú lett volna. A Rave unto the Joy Fantastic dal 1999-ben jelent meg remixelve az azonos című albumon.
Számlista

### 1988. októberi konfiguráciió
A dalok sorrendje nem ismert.
- The Voice Inside
- Melody Cool (Mavis Staples verziója szerepelt a Graffiti Bridge-en)
- Rave unto the Joy Fantastic (újradolgozott verzió megjelent a Rave Un2 the Joy Fantasticon)
- God is Alive
- If I Had a Harem
- Stimulation
- Still Would Stand All Time (megjelent a Graffiti Bridge-en)
- Elephants & Flowers (megjelent a Graffiti Bridge-en, megváltoztatott dalszöveggel)
- Big House
- We Got the Power

### 1988. novemberi konfiguráció
1. Rave unto the Joy Fantastic
2. If I Had a Harem
3. The Voice Inside
4. Melody Cool
5. Stimulation
6. Elephants & Flowers
7. God is Alive
8. Still Would Stand All Time

### 1989. januári konfiguráció
1. Rave unto the Joy Fantastic
2. If I Had a Harem
3. Good Judy Girlfriend (Carmen Electra Carmen Electra albumán jelent meg)
4. Pink Cashmere (megjelent a The Hits/The B-Sideson)
5. Electric Chair (megjelent a Batman-en)
6. Am I Without U?
7. God is Alive
8. Still Would Stand All Time (megjelent a Graffiti Bridge-en)
9. Moonbeam Levels (megjelent a 4Everön)

## Flash
1989-ben Prince alapított egy új együttest Flash / MC Flash néven, Margie Cox-szal (The Seen, Ta Mara) énekesként. Júliusban Cox felvett 25 dalt, amelyeket Prince írt. Egyetlen Flash-album vagy kislemez se jelent meg. Az egyetlen dal, ami kettőjük munkájából megjelent, az Cox feldolgozása volt Prince Standing at the Altar dalának, amelyet a 1-800-NEW-FUNK válogatásalbumon és a Whistlin’ Kenny B-oldalaként adtak ki.
Számlista
Első oldal
- R U There?
- Brand New Boy
- Warden in the Prison of Love
- Bed of Roses
- Good Man
- Whistlin’ Kenny

Második oldal
- We Can Hang
- Curious Blue
- Girls Will Be Girls
- Good Body Every Evening

## The Tora Tora Experience
1994-ben, a Warner Bros. elleni vitájának közepén a Tora Tora név alatt dolgozott a The New Power Generation Exodus albumán. Egy teljes albumot felvettek, de soha nem jelent meg. Keveset lehet tudni a projektről, de az 1995-ös Sampler Experience-en szerepel a (Lemme See Your Body) Get Loose!, amely a Come albumon lévő Loose! dal remixe.

## The Undertaker
A The Undertaker egy élőben felvett kollaboráció volt Michael Blanddel és Sonny T.-vel. Prince eredetileg 1994-ben akarta ingyen osztani az albumot a Guitar World magazinnal, de ezt a Warner Bros. megakadályozta. A dalok gitár-domináns feldolgozásai voltak rock-blues számoknak, többek között a The Rolling Stones Honky Tonk Womenje és az 1979-es Prince albumról a Bambi új verziója. A The Ride, a Zannalee és a Dolphin mind megjelentek későbbi Prince-albumokon. A felvételekről megjelent egy videó Európában VHS és Laserdisc formátumban.
Számlista
1. The Ride – 10:54
2. Poor Goo – 4:26
3. Honky Tonk Women – 3:00
4. Bambi – 4:49
5. Zannalee (prelude) – 0:44
6. The Undertaker – 9:50
7. Dolphin – 3:40

## Heart
1994-ben dolgoztak rajta. Semmit nem lehet tudni az albumról (nem tudott, hogy van-e átfedés ez és a The Truth projekt között, amely két évvel később jelent meg).

## Live
A Live egy többlemezes album, amelyet 1995 januárjában ajánlott fel Prince a Warner Bros.-nak. Nem sokat lehet tudni a tartalmáról, csak, hogy 1987 és 1993 közötti koncertfelvételeket tartalmazott. Négy lemezt tartalmazott volna, de azt nem lehet tudni, hogy a dalok kronológiai sorrendben szerepeltek-e volna az albumon. Az albumnak nincs köze a Live kislemezhez, amelyet az előző évben adtak ki, se a The Live Experience-hez, amely 1995-ben jelent volna meg.
Lehetséges számlista
- Sign o’ the Times (1987)
- Controversy (1990)
- Partyman/Loose! (1993)
- Dead On It (1992)
- Superfunkycaligsexy (1988)
- Goldnigga (1993)
- Now’s the Time (Instrumental) (1987)
- Nothing Compares 2 U (1990)
- Johnny (1993)
- Housequake (1990)
- If I Had A Harem (1988)
- Scandalous! (1988)
- Sexy MF (1992)
- Bob George (1988)
- Damn U (1992)
- Thieves In the Temple (1992)
- The Light Is Coming (1988)
- A Night In Tunisia/Strollin’ (1992)
- Little Red Corvette (1987)
- Nothing Campers 2 U (1992)
- Adore (1987)
- The Continental (1993)
- She’s Always in My Hair (1993)
- Ain’t No Way (1990)
- Dr. Feelgood (1992)
- Partyman (1990)
- Purple Rain (1990)
- Purple Rain (1993)

## The Live Experience
Egy kiadatlan koncertalbum, amely 1995-ben jelent volna meg. Nem sokat lehet tudni a tartalmáról, csak, hogy 1995. június 8-án volt felvéve a Glam Slamben (Miami Beach, FL, USA), ahol Prince 37. születésnapját ünnepelték. A számok, a tervezett lemezek száma és a sorrend se ismert. Az albumnak nincs köze a Live kislemezhez és a Live albumhoz.
Az 1995. június 8-i koncert számlistája (Glam Slam, Miami Beach, FL, USA)
1. Endorphinmachine
2. The Jam
3. Shhh
4. Days of Wild
5. Now
6. Funky Stuff
7. The Most Beautiful Girl in the World
8. P. Control
9. Letitgo
10. Pink Cashmere
11. (Lemme See Your Body) Get Loose! (a Loose! kiadatlan remixe)
12. Count the Days
13. Return of the Bump Squad
14. Arab intro
15. 7
16. Get Wild
17. Johnny
18. Billy Jack Bitch
19. Gold

## New World
A New World egy kiadatlan stúdióalbum, amelyen Prince 1995-ben dolgozott. Mayte említette meg egy Uptown magazinnal készített interjúban. Lehetséges, hogy az énekesnő rosszul tudta az album címét és igazából a New World az Emancipation volt (vagy az Emancipation egy ideig New World címen futott a munkálatok alatt). Nem sokat lehet tudni az albumról és a New World-Emancipation teóriát erősíti, hogy Mayte szerint egy techno-album volt, amelyen szerepelt a New World és a Mr Happy, amik mind helyet kaptak az Emancipationön is.

## The Vault – Volumes I, II and III
A The Vault – Volumes I, II and III három album sorozata, amely 1995. december 22-én jelentettek be azzal együtt, hogy Prince szeretne szerződést bontani a Warner Bros. Records-szal. Az albumokat Prince szerződésének teljesítéséért adott volna ki. Miután a Chaos and Disorder és a The Vault... Old Friends 4 Sale is át lett adva a Warner Bros.-nak, ezeket tekintik a Vault-sorozat első és második részének. Hét dal a két albumon (Dinner with Delores, I Rock, Therefore I Am, Into the Light, I Wil, Dig U Better Dead, Had U, Sarah) 1996 áprilisa és februárja között lett felvéve. A The Vault – Volumes I, II and III a következőket tartalmazta:
- Chaos and Disorder
- I Like It There
- The Same December
- Right the Wrong
- Zannalee
- The Rest of My Life
- It’s About That Walk
- She Spoke 2 Me
- 5 Women
- When the Lights Go Down
- My Little Pill
- There Is Lonely
- Old Friends 4 Sale
- Extraordinary

Valószínűleg ezen kívül más számok is szerepeltek volna itt, de részletek nem ismertek. Lehetséges, hogy a bejelentéskor még nem volt hozzákapcsolható album és a projekt soha nem lett befejezve.

## Prince és Mayte:Happy Tears
Prince akkori feleségének, Mayte terhessége inspirálta a zenészt, hogy készítsen egy gyerekzenei albumot. 1996 novemberében jelent volna meg és része lett volna egy mesekönyv. Prince szerepelt a Muppets Tonighton és előadta a She Gave Her Angels dalt, amely szerepelt volna az albumon és végül szerepelt a Crystal Ball díszdobozon. Az album lemondása Prince fiának egy héttel születése való halála miatt lehetett.

## The Dawn
A The Dawn lett volna Prince első albuma az Emancipation után, de 1997-ben félretették. Az azonos című film filmzenéje lett volna, de Az irkafirka híd bukása után nem kaptak rá szerződést. A The Dawn első verziója 1986-ban készült el. 1994 körül a The Dawn-on olyan dalok szerepeltek, amelyek végül megjelentek a The Gold Experience-en és a Come-on. 1996-97-ben volt az album legközelebb a kiadáshoz, már hirdetve is volt.

### Az album 1994-es verziója
Triplaalbum, a Come, a Chaos and Disorder és a The Gold Experience dalaiból:
- Come
- Endorphinmachine
- Space
- Pheromone
- Loose!
- Papa
- Dark
- Dolphin
- Poem (átnevezve: Orgasm)
- Race
- Strays of the World
- What’s My Name
- Interactive
- Solo
- Zannalee
- The Most Beautiful Girl in the World
- Now
- Ripopgodazippa
- Shy
- Gold
- 319
- Billy Jack Bitch
- Chaos and Disorder
- Right the Wrong
- Acknowledge Me
- Listen 2 the Rhythm (később átnevezve: The Rhythm of Your ♥)
- Hide the Bone
- Love 4 1 Another (később átnevezve: New World)
- Days of Wild

Dalok, amelyek nem szerepeltek a Come, a The Gold Experience vagy a Chaos and Disorder számlistáin:
- Strawberries
- Dream
- Laurianne
- Dance of Desperation
- I Wanna Be Held 2 Night
- Emotional Crucifixion
- The Ride
- Poorgoo
- Calhoun Square
- It’s About That Walk (később megjelent: The Vault: Old Friends 4 Sale)
- Slave 2 the Funk

### Az album 1996-1997-es verziója
- Welcome 2 the Dawn (később megjelent: The Truth)
- The Most Beautiful Girl in the World (Mustang Mix ’96)

## Mayte:Scorpio
A Love4OneAnother.com 1998-ban jelentette be az albumot, amelyen szerepelt volna Mayte debütáló albumáról szerepelt volna néhány dal és pár újonnan szerzett is. Nem ismert, hogy befejezték-e az albumot mielőtt elhagyták, de mögötte Prince és Mayte házassági problémái lehettek. Az album Mayte állatövi jegyéből származik. Nem ismert az album számlistája, de a Rhythm of Your ♥ kislemezt később Mayte weboldalán meg lehetett venni.

## Beautiful Strange
1998 második felében dolgozott rajta Prince. Nem sokat tudni az albumról, de az azonos című film idejében jelent volna meg 1998 októberében.
Két dal ismert az albumról, a Beautiful Strange és a Twisted.
A One Nite Alone… turné közben Prince egy Beautiful Strange könyvet hordozott magában az első pár héten. Azt nem tudni, hogy meddig jutott az album elkészítése, amíg Prince elhagyta a The Revolutionnel közös Roadhouse Garden albumának és a Rave Un2 the Joy Fantastic munkálataiért.
A Beautiful Strange film vetítése közben leadták a Beautiful Strange dalt is és a Rave In2 the Joy Fantastic albumon megjelent egy remixelt változata.

## Prince and the Revolution:Roadhouse Garden
1998-ban Prince bejelentette a Prince & the Revolution visszatér egy albummal, amelyen kiadatlan számok szerepeltek. Valószínűleg a korábbi Revolution tagokkal való nézeteltérések miatt nem jelent meg. A Splash megjelent Prince weboldalán. Dr. Fink szerint Prince felkérte Wendy-t és Lisat, hogy segítsenek az albumon, de nem ajánlott fel nekik kompenzációt, ezért elutasították az ajánlatot. Később, mikor a Roadhouse Garden albumról kérdezték Prince-t ő annyit válaszolt „Ezen a ponton ez egy kérdés, amit inkább Wendynek és Lisának kéne feltenni.”
A következő dalok szerepeltek volna az albumon:
- Roadhouse Garden
- Witness 4 The Prosecution
- Splash
- All My Dreams
- In A Large Room With No Light
- Empty Room
- Wonderful Ass

## New Funk Sampling Series
Egy 7CD díszdoboz lett volna, amelyen 700 zenei alap szerepelt. 700 dollárért adta el az albumot és ezen összeg kifizetése után ingyenesen felhasználhatóak lettek volna más előadók által. A hét rész elnevezései: Bass, The Human Voice, Guitar, Keyboards, Loops & Percussion, Sound FX és Orchestral.

## Crystal Ball Volume II
Ez az album a Crystal Ball díszdoboz második része lett volna. Rajongók, akik 2000 júniusában Prince Paisley Park-i otthonát meglátogatták, szavazhattak 17 kedvenc számukra, egy 23-as listáról. Ismeretlen indokokból soha nem készült el.
Számlista
- 3 Nigs Watchin’ a Kung Fu Movie
- Adonis & Bathsheba
- American Jam
- Come Electra Tuesday (nem lett kiválasztva)
- Electric Intercourse
- Everybody Wants What They Don’t Got
- Evolsidog
- Eye Wonder
- Girs (nem lett kiválasztva)
- Girl o’ My Dreams
- Gotta Stop (Messin’ About) (nem lett kiválasztva)
- If It’ll Make U Happy (nem lett kiválasztva)
- Katrina’s Paper Dolls
- Kiss (Unreleased Xtended Version)
- Love & Sex
- Lust U Always
- Others Here with Us
- She’s Just a Baby (nem lett kiválasztva)
- Strange Way of Saying Eye Love U
- Turn It Up
- U’re All Eye Want
- Xtra Lovable

### DVD
A Crystal Ball II mellett megjelent volna a Crystal Ball DVD is. Ezen a két Crystal Ball lemezen szereplő dalok videóklipjei kaptak volna helyet.

## A Celebration
Az A Celebration egy kiadatlan Prince album, amelyet az NPG Ahdio Show #4-en jelentettek be. Az albumon 20 újra felvett dal szerepelt volna, legalább négy új számmal. Az album nem jelent meg és az se ismert, hogy mely dalok szerepeltek volna rajta. Az se ismert, hogy a Celebration turné számlistáival mennyire van átfedésben. Ezt hat koncert után lemondták, mert Prince apjával akart időt tölteni. Az egyik új dal lehet, hogy a U Make My Sun Shine lett volna, ami kislemezként már megjelent.

## When 2 R in Love: The Ballads of Prince
Prince balladáinak kollekciója lett volna, a teljes számlista nem ismert.
- Do Me, Baby
- Insatiable
- Scandalous!
- Adore
- When 2 R in Love

## The Hot X-perience
2000-ben egy maxi kislemezként jelentették be, amelyen a Hot wit U remixei szerepeltek volna.
2000. július 19-én DJ Wolf játszott néhány kiadatlan dalt a The Front klubban, Minneapolisban:
- Hot wit U (Nasty Girl remix)
- Hot wit U (hip-hop version)
- Underneath the Cream
- So Far, So Pleased (club/dance mix)
- Hot wit U (club/dance mix)

Az Underneath the Cream később Prince weboldalán jelent meg, majd a Rave In2 the Joy Fantastic albumon.

## High
2000-ben a High kiadásra készen állt. A U Make My Sun Shine megjelent kislemezként. Készültek egy videó a When Eye Lay My Hands on U-ból és a Daisy Chainből, amelyben Prince kosárlabdázik az otthonában. A legtöbb dal megjelent az NPG Music Clubon keresztül. A Silicon, a Daisy Chain és a Golden Parachute részei voltak a The Slaughterhouse albumnak. Prince az album helyett a The Rainbow Childrent adta ki.
Számlista
1. Supercute
2. Underneath the Cream
3. Golden Parachute
4. When Will We B Paid?
5. The Daisy Chain
6. Gamillah
7. High
8. My Medallion
9. U Make My Sun Shine
10. When Eye Lay My Hands on U

## NPG:Peace
A 2001-es Hit and Run turné közben megvehető volt az új NPG kislemez, Peace címen a 2045: Radical Mannel együtt. Az utóbbi helyet kapott Spike Lee Afro-tv filmjén. Mindkét dal helyet kapott a The Slaughterhouse albumon. A számlista nem lett véglegesítve:
- Peace
- 2045: Radical Man

Lehetséges dalok:
- The Daisy Chain
- Gamillah
- Northside

## Névtelen Kevin Smith-dokumentumfilm
2001 nyarán Prince kapcsolatba lépett Kevin Smith rendezővel, hogy forgasson neki egy dokumentumfilmet. Smith ezek mellett azt kérte, hogy felhasználhassa a The Most Beautiful Girl in the World dalát egy jelentben a Jay és Néma Bob visszavág filmjében. A zenésztől ugyan nem kapta meg a jogokat, de beleegyezett egy Paisley Parkban forgatott dokumentumfilmbe, amelyben Prince és a rendező a zenész rajongóival beszélgetnek zenéről. A felvételek Prince páncéltermében találhatóak a mai napig.
Smith a 2002-es Egy este Kevin Smith-szel videójában mondta el élményeit. Az Egy este Kevin Smith-szel 2-ben azt is elmondta, hogy Prince a filmet át akarta alakítani a Jehova tanúi promocionális videójává.

## Madrid 2 Chicago
2001-re bejelentett album. A Madrid 2 Chicago és a Breathe az NPG Music Clubon keresztül jelent meg, a teljes album kiadatlan maradt.

## In All My Dreams
2001 közepén egy albumborító megjelent az NPG Music Clubon In All My Dreams néven. Az album sose lett befejezve, nem lehet mást tudni róla.

## Last December
A One Nite Alone… turnékönyvében lett bejelentve 2002 márciusában. A Last December dal a The Rainbow Children albumon jelent meg, a teljes album kiadatlan maradt.

## The Very Best of O(+>
Nite Alone... turnékönyvében lett bejelentve 2002 márciusában. Semmi mást nem lehet tudni az albumról, de a cím alapján az 1993 és 2000 közötti időszak legsikeresebb Prince-dalai szerepeltek volna rajta, amíg a Love Symbol nevet használta. Az album válaszként is szolgálhatott a Warner Bros.-nak, a The Very Best of Prince válogatásalbum kiadására.

## The Chocolate Invasion (díszdoboz)
2003-ban bejelentették, hogy az NPG Music Club első éveinek dalai egy hétlemezes díszdoboz részeként megjelentek volna, a következő albumokat tartalmazva:
- C-Note
- Xpectation
- One Nite Alone…
- The Chocolate Invasion – Trax from NPGMC Volume 1
- The Slaughterhouse – Trax from NPGMC Volume 2
- The Glam Slam club mix
- The War

2003 novemberében a projektet félretették gyártási problémák miatt. A The War a 1-800-NEW-FUNK-on keresztül már elérhető volt korábban. Különböző időszakokban később az összes album megjelent az NPG Music Clubon keresztül. 2003 januárjában a C-Note és az Xpectation voltak letölthetőek, míg a One Nite Alone…, a The Chocolate Invasion és a The Slaughterhouse 2004-ben jelentek meg.

## 3121film
2005 végén Prince produceri munkát végzett Liza Hernandez énekesnőnek és a panamai Prensa.com szerint „Jó kapcsolatban voltak mióta együtt leforgatták a 31-21 filmet,” amely az oldal szerint 2006 áprilisában jelent volna meg. Hivatalosan soha nem lett elismerve a film létezése, de a 3121 CD-n szerepel a „The Music” („A Zene”) felirat, ami utalás lehet a film létezésére. 2011 áprilisában kiszivárgott a film előzetese.

## Támar:Milk & Honey
2005-ben és 2006-ban a 3121 felvételei közben Prince és Támar az énekesnő debütáló albumán is dolgoztak. Eredetileg a Beautiful, Loved & Blessed címet viselte, majd átnevezték Milk & Honey-ra. Prince 3121 albumával együtt jelent volna meg eredetileg, de eltolták, majd véglegesen visszavonták. Ennek ellenére Japánban néhány albumot már eladtak a visszavonás előtt. A Beautiful, Loved & Blessed végül szerepet kapott a Prince-albumon és a Holla & Shout is megjelent kislemezként. A Kept Womant később Bria Valente újra felvette az Elixer albumához.

### Számlista
1. Closer 2 My Heart
2. Milk & Honey
3. Can’t Keep Living Alone
4. Holla & Shout
5. Kept Woman
6. Holy Ground
7. Beautiful, Loved & Blessed
8. Redhead Stepchild
9. All Eye Want Is U
10. First Love
11. Sunday in the Park
12. Beautiful, Loved & Blessed (reprise)

## The L/C
2011-ben Andy Allo saját és Prince által készített dalokat posztolt a Facebook-oldalára. Az egyik a Stratus volt, a másik pedig a Guitar akusztikus verziója, amelyen látható volt, hogy egy The L/C nevű projektről származott.
2015 novemberében Prince kiadta az Oui Can Luv albumot, Andy Alloval a Tidalon egy rövid időre.
Lehetséges számlista:
- Guitar (Acoustic Version)
- Oui Can Love
- Love Is A Losing Game
- I Love U In Me

## Montreux live concert
2013-ban a 20pr1nc3.com-on jelentették be a filmet, amely nem jelent meg. Egy három órás koncertfilm lett volna, amelyet az NPG Films készített volna.